# امامزاده عیسی‌بن‌احمد (همدان)
امامزاده عیسی‌بن‌احمد در سمت غربی کوی مصلی در شهر همدان قرار دارد. بنای اولیهٔ آن احتمالاً در زمان شاه طهماسب اول ۹۳۰-۹۸۴ هجری قمری ساخته شده است. صریح آن چوبی با خانه‌بندی مربع ساده است و زیارتگاهی مجرب است.